# 波爾塔瓦沃爾斯克拉足球俱樂部
波爾塔瓦沃爾斯克拉足球俱樂部（烏克蘭語：ФК «Ворскла» Полтава），是於烏克蘭足球超級聯賽參賽的一家足球俱樂部。主場所在地是波爾塔瓦。俱樂部成立於1955年。1957年，俱樂部獲職業俱樂部地位，並開始參加蘇聯第三級別的足球聯賽。然而在1982年，俱樂部宣告破產並被迫解散。1984年，俱樂部重建。1986年球隊開始參加蘇聯第三級別的足球聯賽。1992年建立烏克蘭足球超級聯賽後，俱樂部於1996年贏得烏克蘭足球甲級聯賽錦標，並在1996–97賽季升入烏克蘭足球超級聯賽。球隊在1996–97賽季獲得烏超第三位。此後球隊一直參加烏超賽事。球隊還參加過兩次聯盟盃。球隊還奪得了2008–09賽季的烏克蘭盃的錦標。球隊參加了2011–12賽季的歐聯杯的賽事。

## 外部連結
- 官方网站 （乌克兰語） （英文）